# Paganino Paganini
Paganino Paganini, en  italiano: paɡa′ni:no paɡa′ni:ni ; en latín: Paganinus de Paganini, vivió entre C  1450 -1538, fue un italiano impresor y editor de la República de Venecia durante el Renacimiento. Fue el editor original de las obras matemáticas de Luca Pacioli, Summa de arithmetica y De divina proportione, y de lo que se cree que es la primera versión impresa del Corán en  árabe.

## Vida
Nació en Brescia a mediados del siglo XV y se mudó a Venecia a una edad temprana. En Venecia entró en el campo de la publicación en 1483 y trabajó con los editores Bernardino Benali y Giorgio Arrivabene. En 1487 imprimió y publicó su primer trabajo independiente, una copia del Misal Romano  que fue publicado por primera vez en 1474. En los años siguientes se dedicó a la impresión de varios trabajos sobre teología y jurisprudencia, incluida una Biblia excepcional con ilustraciones y comentarios acompañantes de Nicolás de Lira. Sus publicaciones también incluyeron trabajos significativos sobre matemáticas y política.
En 1517 regresó con su hijo Alessandro y su esposa a Brescia, donde fundó su propia imprenta en el monasterio de Isola del Garda; más tarde se estableció en la ciudad de Toscolano, que hoy es parte del municipio de Toscolano-Maderno. Aquí continuó su colaboración con su hijo, también impresor y editor e imprimió numerosos clásicos latinos e italianos en pequeño formato. En sus últimos años se trasladó a la ciudad de Cecina, también actualmente parte de Toscolano-Maderno, donde murió en 1538.

## Obras notables
Entre las publicaciones más notables de Paganini se encuentran tres escritos matemáticos de Luca Pacioli: Summa de arithmetica de Pacioli (1494), De divina proportione (1509) y su traducción italiana de  Elementos de Euclides en 1509. También publicó  de República Veneta liber primus de  Vergerio en 1526, lo que contribuyó a la influencia del trabajo en la política de Venecia a principios del siglo XVI.

### Primer Corán árabe impreso
Entre 1537 y 1538 Paganini y su hijo publicaron lo que probablemente fue la primera edición impresa del Corán en árabe. Este trabajo fue probablemente destinado a la exportación al Imperio Otomano con el que Venecia tenía amplios vínculos comerciales. Al final, la empresa no tuvo éxito; toda la tirada es reportada por varios contemporáneos como perdida, aunque las explicaciones para la desaparición varían ampliamente. Sin embargo, una copia de este Corán impreso se encontró en 1987 en un monasterio en Isola di San Michele en Venecia.